# Марио Иполито
Марио Иполито, наричан още само Марио, е анголски футболист, вратар.

## Биография
Роден е на 1 юни 1985 г. в столицата Луанда. От 2004 г. играе като професионалист за Интерклубе. Включен е в разширения състав на националния отбор на Ангола на световното първенство в Германия през 2006 г. Преди това първенство има един мач за националния отбор, като дебютира на 2 юни 2006 г. срещу Турция (загуба с 2:3).